# Associazione Sportiva Dilettantistica Frassinetti Elmas
Associazione Sportiva Dilettantistica Frassinetti Elmas (anteriormente chamado Atletico Elmas) é um clube da Itália que fica sediado na cidade de Elmas. Suas cores são o branco e o verde.